# Adelina Tahiri
Adelina Tahiri (en macedonio: Аделина Тахири, n. 4 de abril de 1991 en Skopie) es una cantante macedonia de origen albanés. Desde que comenzase su carrera musical en 2007 ha publicado dos álbumes de estudio, con los que ha cosechado cierto éxito en los Balcanes, especialmente en Albania, Kosovo,Italia y Macedonia del Norte.

## Biografía
Adelina Tahiri nació en República de Macedonia, pero creció entre Skopie y Tirana por sus orígenes albaneses y ha colaborado con cantantes famosos de Macedonia del Norte y Kosovo. Adelina inició su carrera musical en Albania, donde publicó su primer sencillo en 2007, "Më Trego", cuando aún contaba con 16 años, y su primer álbum de estudio un año después, Eliksir. Su sencillo "Nuk jam penduar" se convirtió en uno de sus mayores éxitos en los Balcanes. En 2010 lanzó un sencillo titulado "Magnet" junto al rapero kosovar F-KAY. Ella es musulmana.
Adelina también ha estado presente en diferentes conciertos organizados en diferentes países para los albaneses y también ha actuado en diferentes programas de televisión. Adelina Tahiri es una colaboradora musical habitual de cantantes famosos en las regiones albanesas y ha actuado en diversos festivales en vivo entre la diáspora albanesa.
Tahiri ha participado en selecciones nacionales de televisión para representar a Albania en el Festival de Eurovisión, sin éxito hasta el momento. En 2013 lanzó el sencillo "Sje më i pari".

## Discografía
Álbumes de estudio
- 2008 - Eliksir
- 2010 - Nuk jam penduar

Sencillos
- 2007 - "Më Trego"
- 2008 - "Eliksir"
- 2010 - "Nuk jam penduar"
- 2011 - "Manipulator"
- 2012 - "Mjaft"